# 放大機

現代放大機的圖解

放大機（英語：Enlarger）是一種用作放大照片的工具，出現於19世紀中葉。最早期的放大機，以陽光作為光源。現代的放大機採用人造光源。
在放大機出現之前，要獲得大尺寸的照片，唯一的方法，是用相同尺寸的感光版拍攝。即使如此，早期的攝影技術，例如早期的銀版攝影法，尺寸仍比肖像畫小許多。後來，濕版火棉膠攝影法出現，這種新科技以玻璃作負片，可以複製出大量相同的照片。
利用放大機，可以用玻璃負片的影像放大，製作出比底片更大的照片，彈性非常高。